# Elena Skrynnik
Elena Borisovna Skrynnik (en Елена Борисовна Скрынник), née à Korkino le 30 août 1961, est une économiste et femme politique russe, ministre de l'Agriculture de la fédération de Russie entre 2009 et 2012. Elle est ensuite conseillère sur l'agriculture de Vladimir Poutine.